# جون ن. ريس جونيور
جون ن. ريس جونيور (بالإنجليزية: John N. Reese, Jr.)‏ هو عسكري أمريكي، ولد في 13 يونيو 1923 في موسكوجي في الولايات المتحدة، وتوفي في 9 فبراير 1945 في مانيلا في الفلبين.